# Ribeira Bote
Ribeira Bote is een Kaapverdische voetbalclub. De club speelt in de São Vicente Eiland Divisie in São Vicente, waarvan de kampioen deelneemt aan het Kaapverdisch voetbalkampioenschap, de eindronde om de landstitel.

## Titels
- Eilandsbeker: 2

2002/03